# Szeroki Front
Szeroki Front (hiszp. Frente Amplio, FA) – koalicja partii politycznych w Urugwaju.

## Historia
Poprzednio nosiła nazwę Postępowa - Szeroki Front - Nowa Większość. Utworzona została w 1994 roku. W jej skład wchodzą partie takie jak Zgromadzenie Urugwaju, Ruch Uczestnictwa Ludowego, Partia Chrześcijańsko-Demokratyczna, Komunistyczna Partia Urugwaju, Socjalistyczna Partia Urugwaju i Ruch Wyzwolenia Narodowego-Tupamaros.